# Abandon (음반)
| 평가 점수                        | 평가 점수    |
| 출처                             | 점수         |
| -------------------------------- | ------------ |
| AllMusic                         | [ 1 ]        |
| Blogcritics                      | (favourable) |
| Collector's Guide to Heavy Metal | 10/10        |

《Abandon》은 1998년 6월 2일에 발매된 영국의 하드 록 밴드 딥 퍼플의 열여섯 번째 스튜디오 음반이다. 이 음반은 스티브 모스가 기타를 연주한 딥 퍼플의 두 번째 음반이었고, 2002년 창립 멤버 존 로드가 떠나기 전에 수록된 마지막 음반이었다.
이 음반은 1998년/1999년 성공적인 월드 투어에 이어 15년 만에 처음으로 딥 퍼플을 호주로 데려왔다. 1999년 멜버른에서 1999년 4월 20일에 녹음된 라이브 음반과 DVD 《Total Abandon: Australia '99》이 발매되었다.

## 곡 목록
모든 곡들은 특별한 언급이 없는 한 이언 길런, 로저 글로버, 존 로드, 스티브 모스, 이언 페이스에 의해 작사/작곡하였다.
| #   | 제목                    | 작사·작곡                                 | 재생 시간 |
| --- | ----------------------- | ----------------------------------------- | --------- |
| 1.  | 〈Any Fule Kno That〉   |                                           | 4:29      |
| 2.  | 〈Almost Human〉        |                                           | 4:26      |
| 3.  | 〈Don't Make Me Happy〉 |                                           | 4:56      |
| 4.  | 〈Seventh Heaven〉      |                                           | 5:25      |
| 5.  | 〈Watching the Sky〉    |                                           | 5:26      |
| 6.  | 〈Fingers to the Bone〉 |                                           | 4:47      |
| 7.  | 〈Jack Ruby〉           |                                           | 3:48      |
| 8.  | 〈She Was〉             |                                           | 4:19      |
| 9.  | 〈Whatsername〉         |                                           | 4:26      |
| 10. | 〈69〉                  |                                           | 4:59      |
| 11. | 〈Evil Louie〉          |                                           | 4:56      |
| 12. | 〈Bludsucker〉          | 리치 블랙모어, 길런, 글로버, 로드, 페이스 | 4:27      |

## 참여 인원
딥 퍼플
- 이언 길런 - 보컬
- 스티브 모스 - 기타
- 존 로드 - 키보드
- 로저 글로버 - 베이스
- 이언 페이스 - 드럼